# Dubieniec (Białoruś)

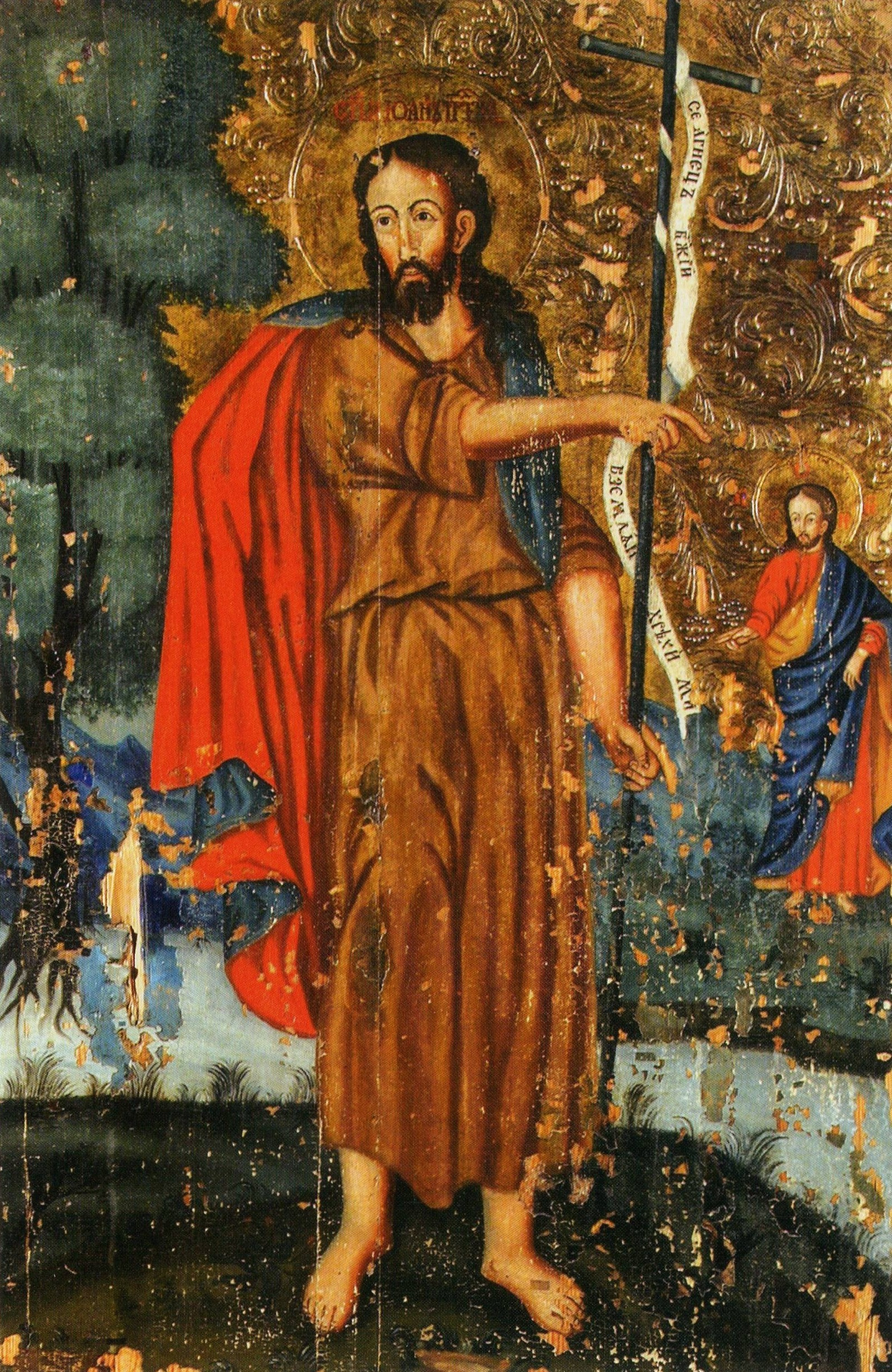
Jan Chrzciciel, tempera na drewnie, I połowa XVIII wieku, Cerkiew Narodzenia Matki Boskiej

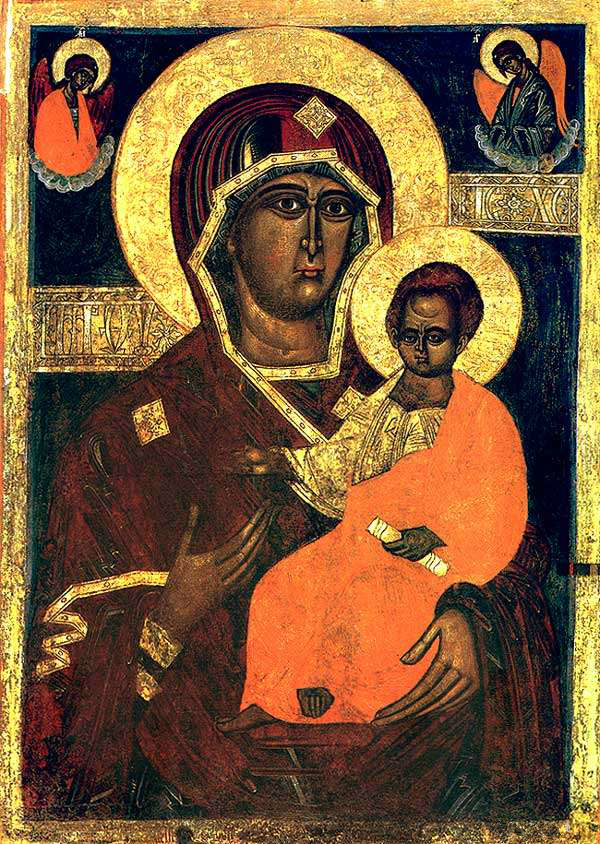
Kopia Smoleńskiej Matki Bożej, hodigitria, tempera, fragment, XVI wiek, pochodząca z Dubieńca

Dubieniec (błr. Дубянец; ros. Дубенец) – wieś na Białorusi, w rejonie stolińskim obwodu brzeskiego, około 19 km na północ od Stolina.
Siedziba parafii prawosławnej pw. Narodzenia Matki Bożej.

## Historia
Pierwsza wzmianka o Dubieńcu pochodzi z 1718 roku, kiedy zaczęto budować w tej wsi cerkiew Narodzenia Matki Bożej. Wieś była dziedzictwem rodziny Szczyttów-Niemirowiczów herbu Jastrzębiec. 
Wieś szlachecka położona była w końcu XVIII wieku w powiecie pińskim województwa brzeskolitewskiego. 
Po II rozbiorze Polski w 1793 roku Dubieniec znalazł się na terenie powiatu pińskiego guberni grodzieńskiej Imperium Rosyjskiego.
W XVIII wieku własność Dubieńca przeszła na rodzinę Oleszów, a od połowy XIX wieku do II wojny światowej właścicielami tych dóbr byli Kieniewicze.
W 1880 roku wieś liczyła 83 mieszkańców.
Po ustabilizowaniu się granicy polsko-radzieckiej w 1921 roku Dubieniec znalazł się na terenie Polski, w gminie Stolin powiatu stolińskiego (od 1923 roku) województwa poleskiego, od 1945 roku – w ZSRR, od 1991 roku – na terenie Republiki Białorusi.
Drewniana cerkiew, której budowę ukończono w 1720 roku, istnieje do dziś i stanowi pomnik o krajowym znaczeniu. Jest pomalowana na niebiesko.

## Dawny dwór
Do lat 60. XX wieku we wsi istniał dziewiętnastowieczny dwór wybudowany prawdopodobnie przez Oleszów. Był to parterowy, murowany budynek, wzniesiony na planie szerokiego prostokąta. Obie jego dłuższe elewacje były niemal identyczne: wydatne, szerokie ganki o dwóch parach kolumn, podtrzymujących trójkątne szczyty. Ganek od strony wjazdu był nieco wyższy i szerszy. Dom był kryty czterospadowym dachem. Przed nim był duży, okrągły gazon. Znaczącego parku nie było.
Dwór był ograbiony w czasie I wojny światowej.
Po zburzeniu dworu jedynym świadkiem przeszłości majątku są 400-letni dąb i resztki fundamentów.
Majątek w Dubieńcu jest opisany w 2. tomie Dziejów rezydencji na dawnych kresach Rzeczypospolitej Romana Aftanazego.